# Worcestershire
Worcestershire (/ˈwʊstərʃər/, /-ʃɪər/ ( odsłuchaj)) – hrabstwo administracyjne (niemetropolitalne), ceremonialne i historyczne w zachodniej Anglii, w regionie West Midlands.
Powierzchnia hrabstwa wynosi 1741 km², a liczba ludności – 566 200. Stolicą i największym miastem, jedynym posiadającym status city, jest Worcester, położony w środkowej części hrabstwa. Innymi większymi miastami na terenie Worcestershire są Redditch, Kidderminster oraz Great Malvern.
Początki hrabstwa sięgają średniowiecza. W 1974 roku Worcestershire zostało połączone z sąsiednim Herefordshire w hrabstwo Hereford and Worcester, które funkcjonowało do 1998 roku, gdy hrabstwa ponownie rozdzielono.
Zachodnią część hrabstwa zajmują wzgórza Malvern Hills, południowo-wschodnią Cotswolds, podczas gdy środkowa część jest równinna. Głównymi rzekami przepływającymi przez Worcestershire są Severn, Avon, Teme oraz Stour.
Na zachodzie Worcestershire graniczy z hrabstwem Herefordshire, na północnym zachodzie ze Shropshire, na północy ze Staffordshire, na północnym wschodzie z West Midlands, na wschodzie z Warwickshire, a na południu z Gloucestershire.

## Podział administracyjny
W skład hrabstwa wchodzi sześć dystryktów.
1. Worcester
2. Malvern Hills
3. Wyre Forest
4. Bromsgrove
5. Redditch
6. Wychavon